# Albaniola rambouseki
Albaniola rambouseki es una especie de escarabajo del género Albaniola, familia Leiodidae. Fue descrita por Knirsch en 1931.

## Distribución
Se encuentra en Macedonia del Norte.